# Cheryl Haninová
Cheryl Haninová (vdaná Cheryl Bentovová nebo Cheryl Ben Tovová, Haninová je její dívčí jméno, které nyní používá), nar. v roce 1960, je bývalá agentka izraelského Mosadu, která v roce 1986 pod krycím jménem Cindy vylákala izraelského nukleární technika Mordechaje Vanunu do Říma. Odtud byl unesen do Izraele a odsouzen na 18 let za to, že zveřejnil podrobnosti o izraelském jaderném programu.

## Dětství a mládí
Haninová se narodila v USA, do Izraele se přestěhovala až jako dospívající. Dětství prožila v Pensylvánii a v Orlandu na Floridě v židovské rodině. V Orlandu studovala Edgewaterovu střední školu a navštěvovala židovské kluby. Aby se vzpamatovala z rozvodu rodičů, na radu rabína se vydala na tři měsíce do Izraele studovat hebrejštinu. Izrael ji natolik okouzlil, že se rozhodla v něm žít. Po dokončení školy nastoupila v roce 1978 do izraelské armády, do jednotek Nahal. Zároveň pracovala v kibucu Jad-Hana, kde se seznámila s Oferem Ben Tovou. Toho si také, v roce 1985 vzala za manžela.

## Služba v Mosadu
Cheryl, jako vysoce inteligentní žena (v testech dosáhla IQ 140) a zároveň původem z USA se stala přirozeným cílem zájmu izraelské zpravodajské služby Mosad. Někdy před rokem 1986 vstoupila do Mosadu a prodělala výcvik. Její pohlaví se stalo její předností. Po ukončení tréninku začala pracovat v jednom z týmů Mosadu. Obvykle plnila úkoly jako manželka nebo dívka některého agenta. V roce 1986 se zúčastnila únosu Mordechaje Vanunu, své největší a zároveň poslední akce, který pro ni znamenal konec její aktivní kariéry jako příslušnice zpravodajské služby. Doplatila na nepozornost Vanunovy ostrahy. Při transportu k soudu si napsal Vanunu okolnosti svého únosu na dlaň a přitiskl ji na okénko auta, když projížděli kolem novinářů.
Po samotné operaci Cheryl se svým manželem zmizeli. Spekulovalo se o tom, že se skrývali v Jihoafrické republice nebo Jižní Americe. Nakonec byli objeveni v Netanyi. Po svém objevení odešli do USA.

## Současnost
Cheryl v současnosti žije s rodinou v Alaqua na Floridě a používá své dívčí jméno Haninová. Pracuje jako realitní agentka a bydlí ve stylovém domě uprostřed golfových hřišť. V roce 1988 zjistili novináři, že navíc vlastní vilu v Netanyi v Izraeli, kterou pronajímá. Svou roli Cindy v únosu Mordechaje Vanunu nepopírá. Sám Vanunu, po svém propuštění v roce 2004 o Cindy řekl, že nevěřil tomu, že by to mohla být agentka Mosadu; „…myslel jsem si, že je to agentka FBI nebo CIA. Prožil jsem s ní týden. Vytvořil jsem si o Cindy obraz jako o dívce z Filadelfie.“
Pro mnoho lidí je Haninová dodnes hrdinkou, pro jiné ženou, která zničila život mírumilovnému muži. Ona sama říká, že by chtěla tento černý příběh ze své paměti vymazat. Některé spekulace naznačují, že Haninová se svým manželem dále plní výzvědné úkoly pro Mosad a práce realitní agentky je jen zástěrkou. Proti tomu hovoří zejména fakt, že její identita příslušnice Mosadu již byla prozrazena a tudíž je jako agentka nepoužitelná.